# 宁夏广播电视台
宁夏广播电视台是中华人民共和国宁夏回族自治区的一个媒体机构，涉及广播、电视、报纸、网络等方面。由宁夏电视台、宁夏人民广播电台等媒体机构合并成立。

## 历史与发展
1958年，宁夏人民广播电台建台。
1970年10月1日，宁夏电视台成立。1971年1月1日，宁夏电视台開播。:92
1980年，宁夏电视台开始播出彩色电视节目。
1998年9月9日，宁夏卫视正式上星播出。
2003年4月1日，宁夏电视台、宁夏有线电视台合并为新的宁夏电视台。
2005年7月22日，由宁夏人民广播电台、宁夏电视台、《宁夏广播电视报》等组建宁夏广播电视总台，实行频率、频道、中心、公司负责制，撤销宁夏人民广播电台與宁夏电视台建制但保留其呼号，分支机构统一呼号为“宁夏广播电视总台XX（市名）广播电视台”。
2009年，剥离经营性业务和资产，宁夏广播电视总台组建了宁夏广电传媒集团有限公司和宁夏电影集团有限公司。
2014年，宁夏广播电视总台更名为宁夏广播电视台，由党委管理的事业单位划转为政府直属事业单位，由自治区党委宣传部和新闻出版广电局共同管理。
2015年7月10日，宁夏广播电视总台除宁夏卫视与新闻广播之外的电视频道与广播频率，开始通过中星九号卫星播送，定向覆盖宁夏。至此，宁夏广播电视总台所有的电视频道与广播频率，全部完成上星播放。

## 旗下媒体

### 电视服务
宁夏广播电视台的电视服务源于1970年10月1日成立的宁夏电视台，1971年1月1日正式开播，现有5个电视频道。
| 頻道名稱 | 语言   | 广播格式                    | 啟播時間                                                                               | 频道前身                                                                 | 備註 | 備註 |
| 宁夏卫视 | 普通話 | SD: PAL 576i 16:9 HD: 1080i | 标清版：1998年9月9日（上星） 高标清16:9同播：2017年4月25日                             | 宁夏电视台第二套节目 宁夏电视台综合频道                                  |      |      |
| 公共频道 | 普通話 | SD: PAL 576i 16:9 HD: 1080i | 标清版：1970年10月1日 高标清16:9同播：2018年5月15日                                    | 宁夏电视台（主频道） 宁夏电视台第一套节目 宁夏电视台综合频道             |      |      |
| 经济频道 | 普通話 | SD: PAL 576i 16:9 HD: 1080i | 标清版：不详 高标清16:9同播：2015年8月15日                                             | 宁夏有线电视台（主频道） 宁夏有线电视台第一套节目 宁夏电视台都市经济频道 |      |      |
| 文旅频道 | 普通話 | SD: PAL 576i 16:9 HD: 1080i | 标清版：不详 高标清16:9同播：2018年5月15日                                             | 宁夏有线电视台第二套节目 宁夏电视台影视频道                              |      |      |
| 少儿频道 | 普通話 | SD: PAL 576i 16:9 HD: 1080i | 标清版：2006年10月28日（试播） 2007年8月26日（正式开播） 高标清16:9同播：2018年5月15日 |                                                                          |      |      |

### 广播服务
宁夏广播电视台的广播服务源于1958年成立的宁夏人民广播电台，现有5个广播频率。
| 頻道名稱 | 语言   | 频道频率      | 啟播時間      | 频道前身 | 備註 |
| 新闻广播 | 普通話 | FM106.1 AM891 | 1958年        |          |      |
| 交通广播 | 普通話 | FM98.4        |               |          |      |
| 经济广播 | 普通話 | FM92.8 AM747  |               |          |      |
| 音乐广播 | 普通話 | FM104.7       | 2015年6月16日 |          |      |
| 旅游广播 | 普通話 | FM103.7       | 2017年3月19日 |          |      |

### 报刊
- 《宁夏广播电视报》